# Ctenophthalmus coniunctus
Ctenophthalmus coniunctus är en loppart som beskrevs av Peus 1977. Ctenophthalmus coniunctus ingår i släktet Ctenophthalmus och familjen mullvadsloppor. Inga underarter finns listade i Catalogue of Life.